# Норвегія на зимових Паралімпійських іграх 2002
Норвегія на зимових Паралімпійських іграх 2002 року, що проходили в американському місті Солт-Лейк-Сіті, була представлена 27 спортсменами, які змагалися у 3 видах спорту (3 спортсмени у гірськолижному спорті, 15 — у следж-хокеї та 9 — у лижних перегонах та біатлоні). Норвезькі паралімпійці завоювали 19 медалей, з них 10 золотих, 3 срібних та 6 бронзових. Паралімпійська збірна Норвегії посіла 3 загальнокомандне місце.

## Медалісти
| Медаль | Призери                                             | Вид спорту     | Дисципліна                                      |
| ------ | --------------------------------------------------- | -------------- | ----------------------------------------------- |
| Золото | Рагнгільд Мюклебуст                                 | Біатлон        | 7,5 км сидячи (жінки)                           |
| Золото | Гельге Фло                                          | Лижні перегони | 5 км, класичний стиль, з вадами зору (чоловіки) |
| Золото | К'яртан Гоген                                       | Лижні перегони | 5 км, класичний стиль, стоячи (чоловіки)        |
| Золото | Андреас Густвейт                                    | Лижні перегони | 5 км, класичний стиль, сидячи (чоловіки)        |
| Золото | Рагнгільд Мюклебуст                                 | Лижні перегони | 2,5 км, сидячи (жінки)                          |
| Золото | Рагнгільд Мюклебуст                                 | Лижні перегони | 5 км, сидячи (жінки)                            |
| Золото | Рагнгільд Мюклебуст                                 | Лижні перегони | 10 км, сидячи (жінки)                           |
| Золото | Нільс-Ерік Ульсет                                   | Лижні перегони | 10 км, стоячи (чоловіки)                        |
| Золото | Нільс-Ерік Ульсет                                   | Лижні перегони | 20 км, стоячи (чоловіки)                        |
| Золото | Тоне Граввольд Рагнгільд Мюклебуст Сів Вестенген    | Лижні перегони | відкрита естафета, 3х2,5 км                     |
| Срібло | Тоне Граввольд                                      | Біатлон        | 7,5 км, з вадами зору (жінки)                   |
| Срібло | Андреас Густвейт                                    | Лижні перегони | 10 км, сидячи (чоловіки)                        |
| Срібло | збірна команда                                      | Следж-хокей    |                                                 |
| Бронза | Асле Танвік                                         | Лижні перегони | гігантський слалом, стоячи (чоловіки)           |
| Бронза | Тоне Граввольд                                      | Лижні перегони | 5 км, з вадами зору (жінки)                     |
| Бронза | Сів Вестенген                                       | Лижні перегони | 5 км, класичний стиль, стоячи (чоловіки)        |
| Бронза | Сів Вестенген                                       | Лижні перегони | 10 км, стоячи (чоловіки)                        |
| Бронза | Сів Вестенген                                       | Лижні перегони | 15 км, стоячи (чоловіки)                        |
| Бронза | К'яртан Гоген Андреас Густвейт Карл Ейнар Генріксен | Лижні перегони | відкрита естафета, 1х2,5 км та 2х5 км           |